# 인천고등학교
인천고등학교(仁川高等學校)는 대한민국 인천광역시 미추홀구 주안동에 있는 공립 고등학교이다.

## 학교 연혁
- 1895년 6월 27일 : 관립 한성 외국어학교 인천지교 개교
- 1909년 5월 24일 : 관립 인천실업학교로 개편
- 1912년 4월 1일 : 인천 공립 상업학교로 교명 변경
- 1933년 4월 1일 : 인천 공립 남상업학교와 통합
- 1946년 9월 1일 : 인천 공립 상업중학교로 교명 변경
- 1951년 8월 31일 : 인천 고등학교로 교명 변경
- 1971년 6월 5일 : 현교사로 신축 이전
- 1995년 7월 1일 : 상업과 폐지 및 보통과 42학급 인가
- 1995년 9월 16일 : 개교 100주년 기념식(100주년 기념관 준공)
- 1996년 11월 29일 : 인천고등학교 도서관 개관
- 1998년 4월 21일 : 학생종합복지관(인덕관)개관
- 2001년 2월 12일 : 제100회 졸업기념 타임캡슐 봉안식
- 2002년 4월 29일 : 예체능 적성 교육관(예지관) 개관
- 2003년 10월 24일 : 도서관 리모델링 교육정보도서관 개관
- 2014년 4월 23일 : 율목관(栗木館) 개관
- 2022년 9월 1일 : 제43대 서상교 교장 취임
- 2024년 2월 7일 : 제123회 졸업식(졸업생 263명, 누계 39149명)
- 2024년 3월 1일 : 33학급 인가, 1학년 10학급(220명), 2학년 12학급, 3학년 11학급

## 갤러리
외관 및 시설

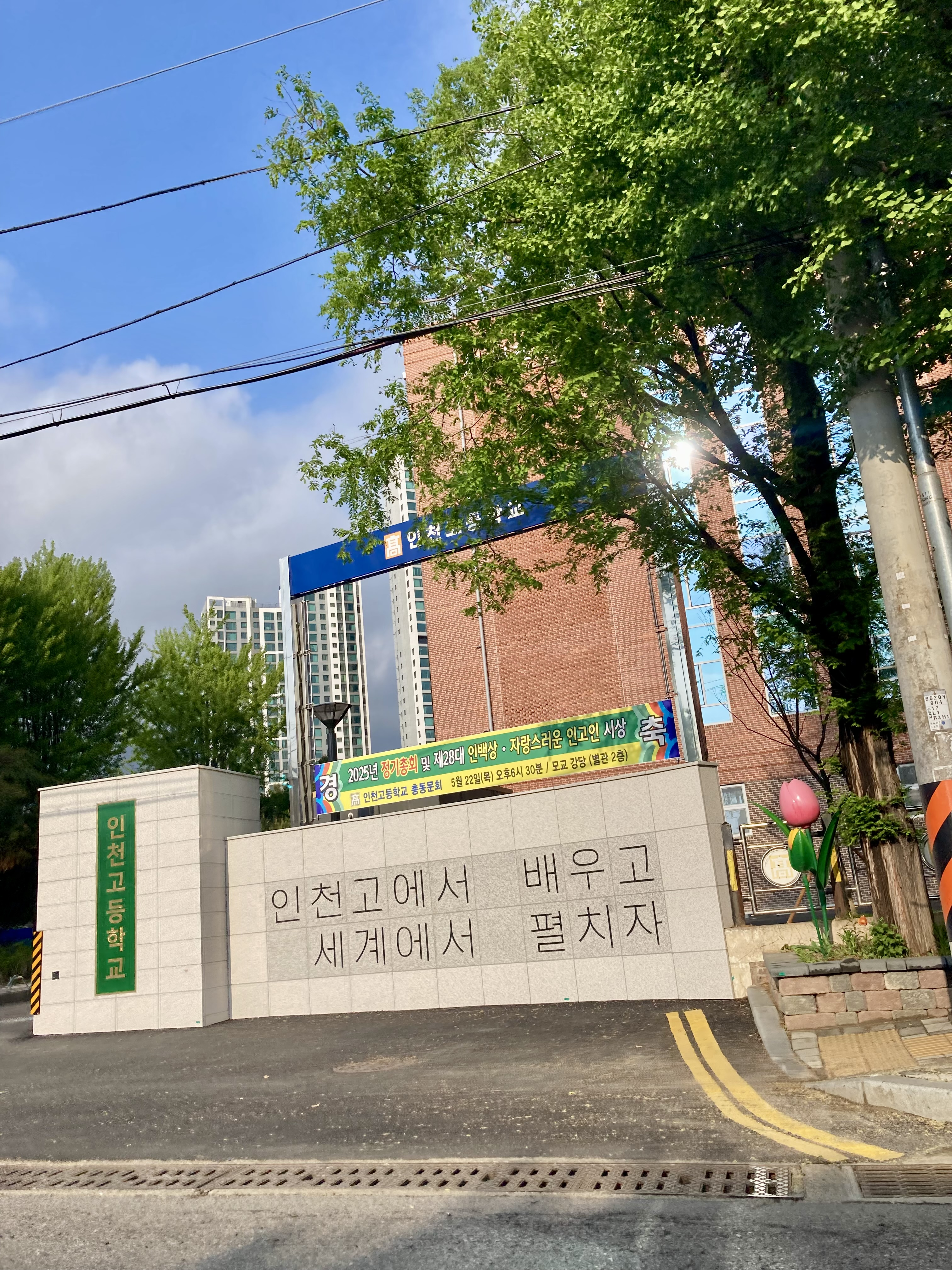
인천고등학교 정문
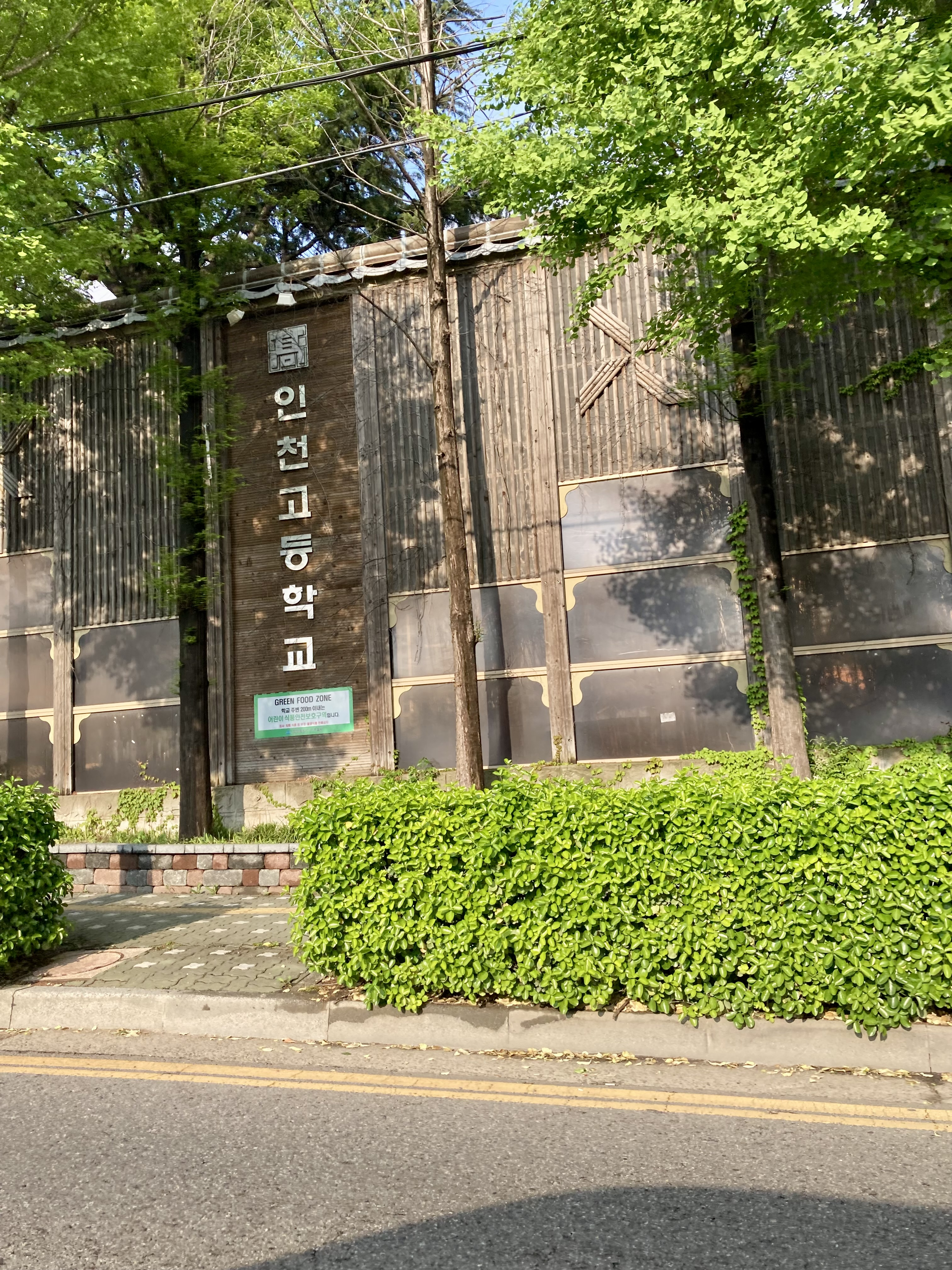
인천고등학교 외벽
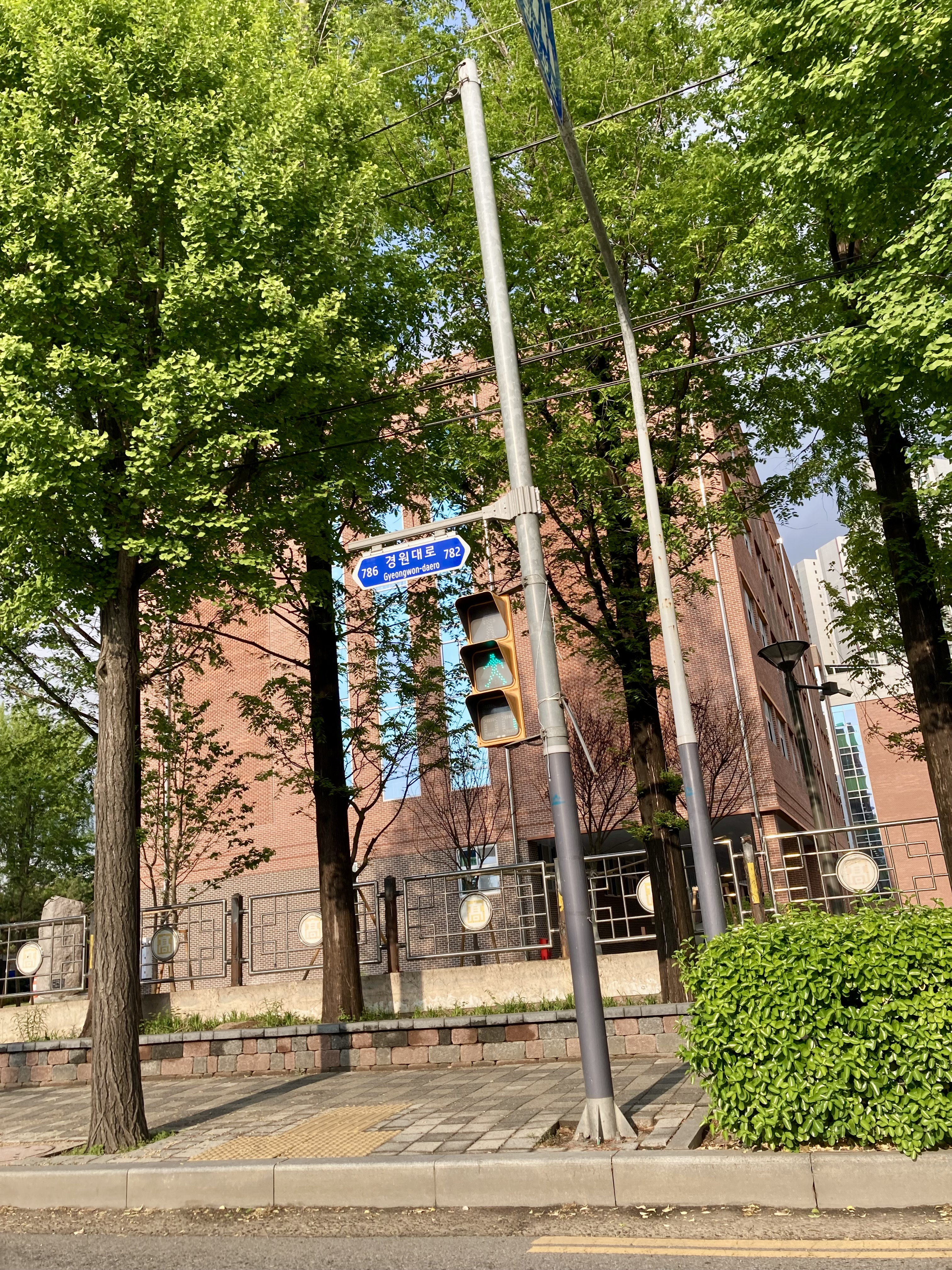
경원대로 표지판

전경 및 기념물

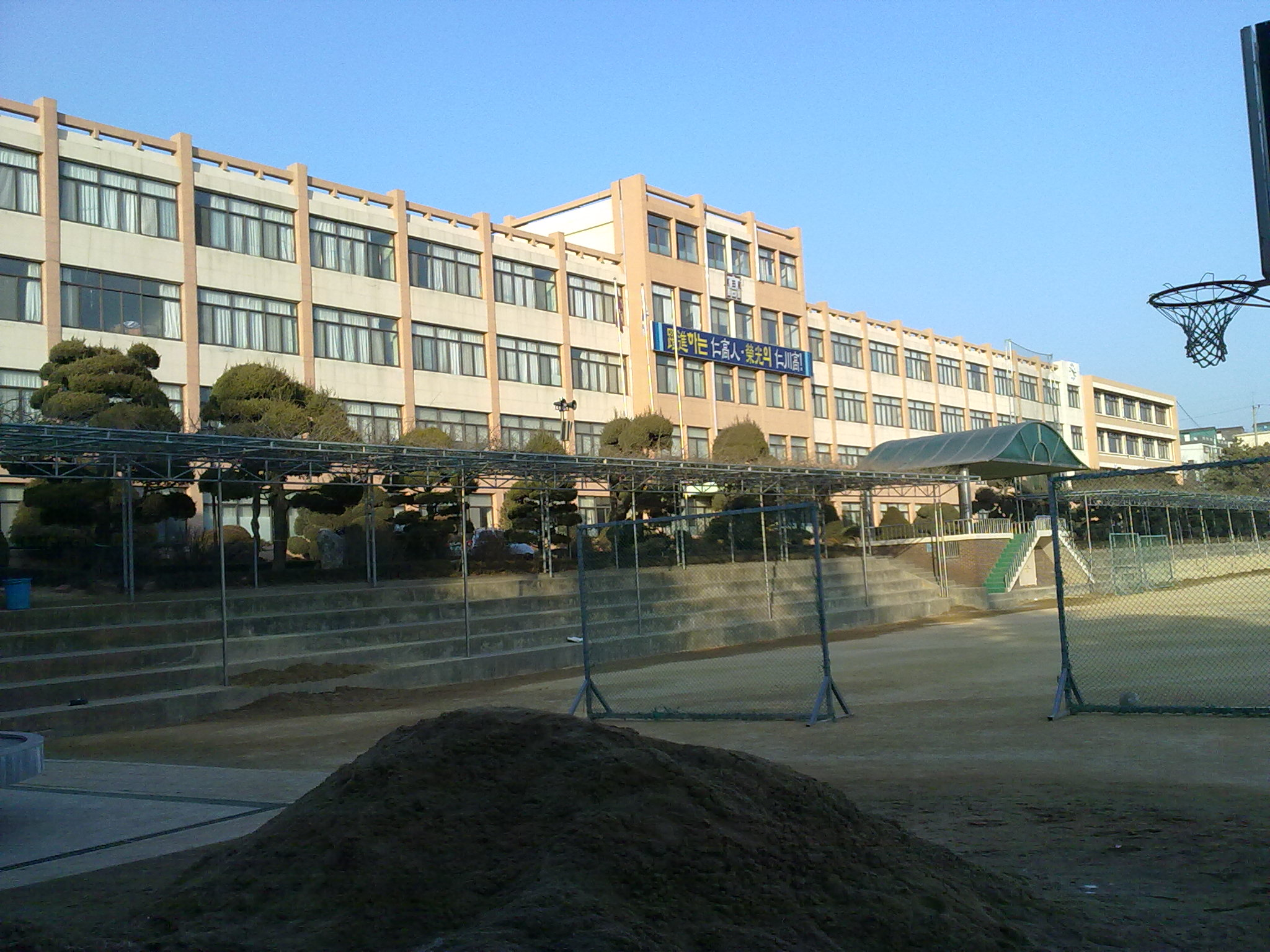
본관
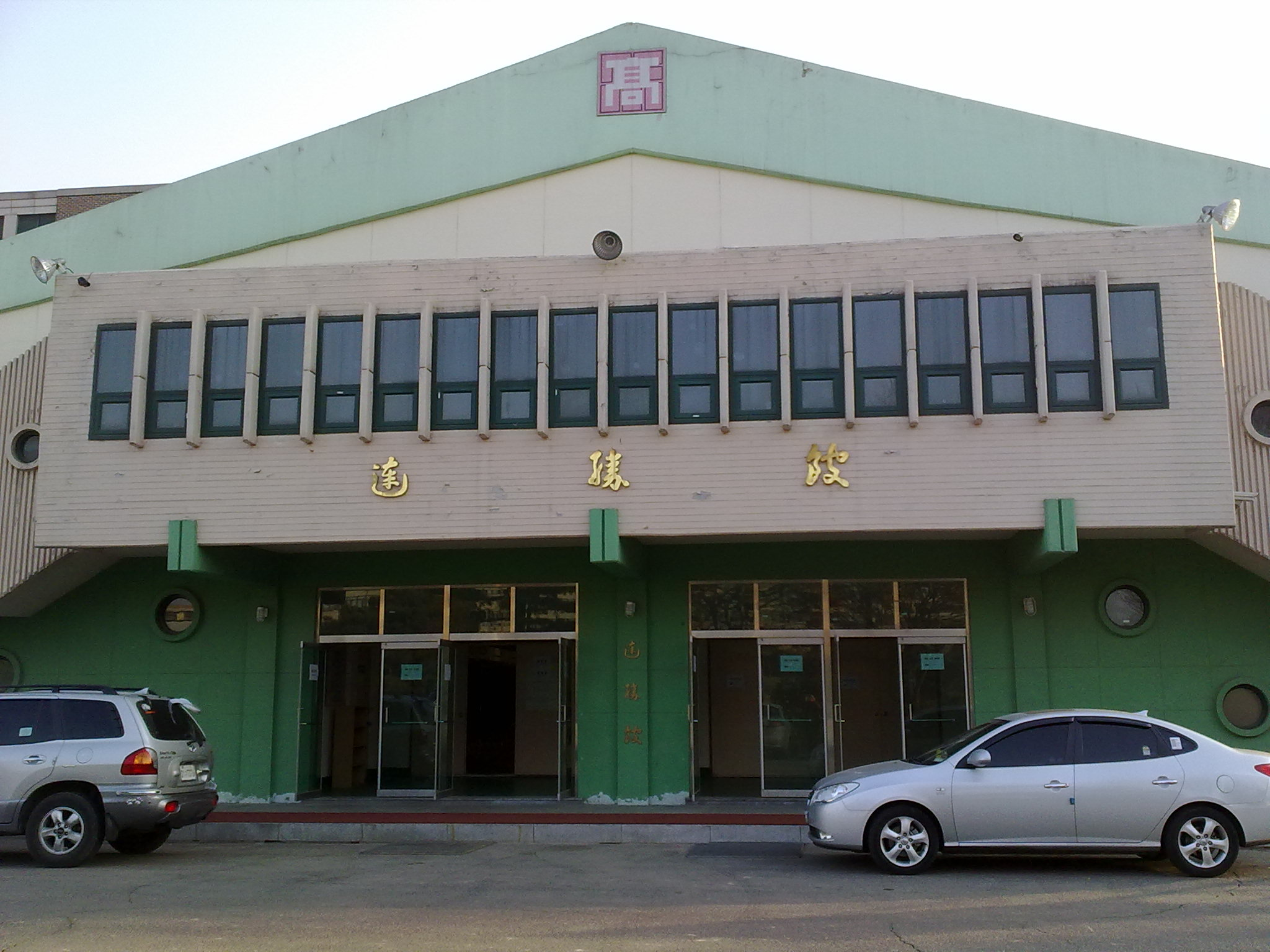
체육관
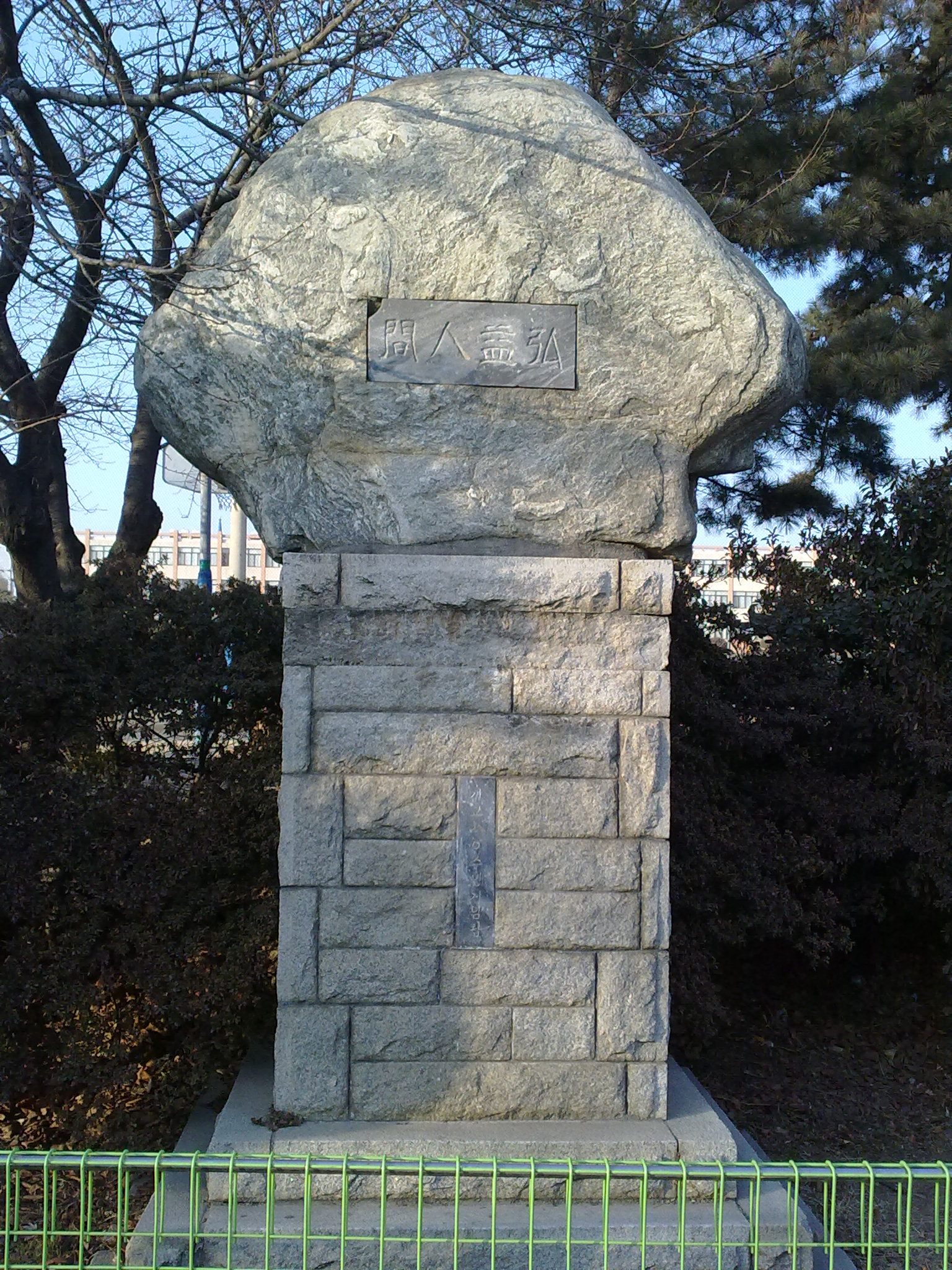
80주년기념탑
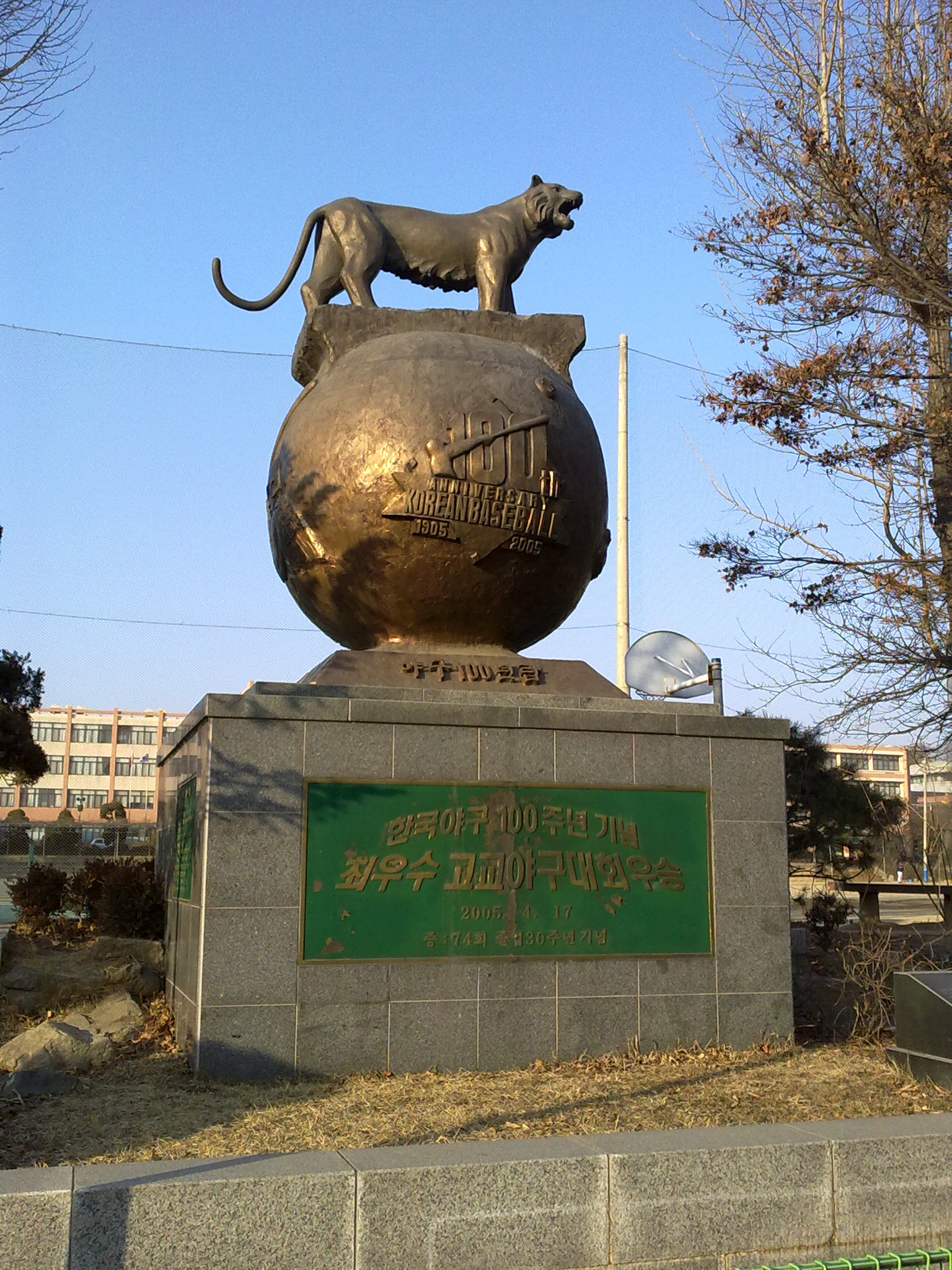
야구100년탑
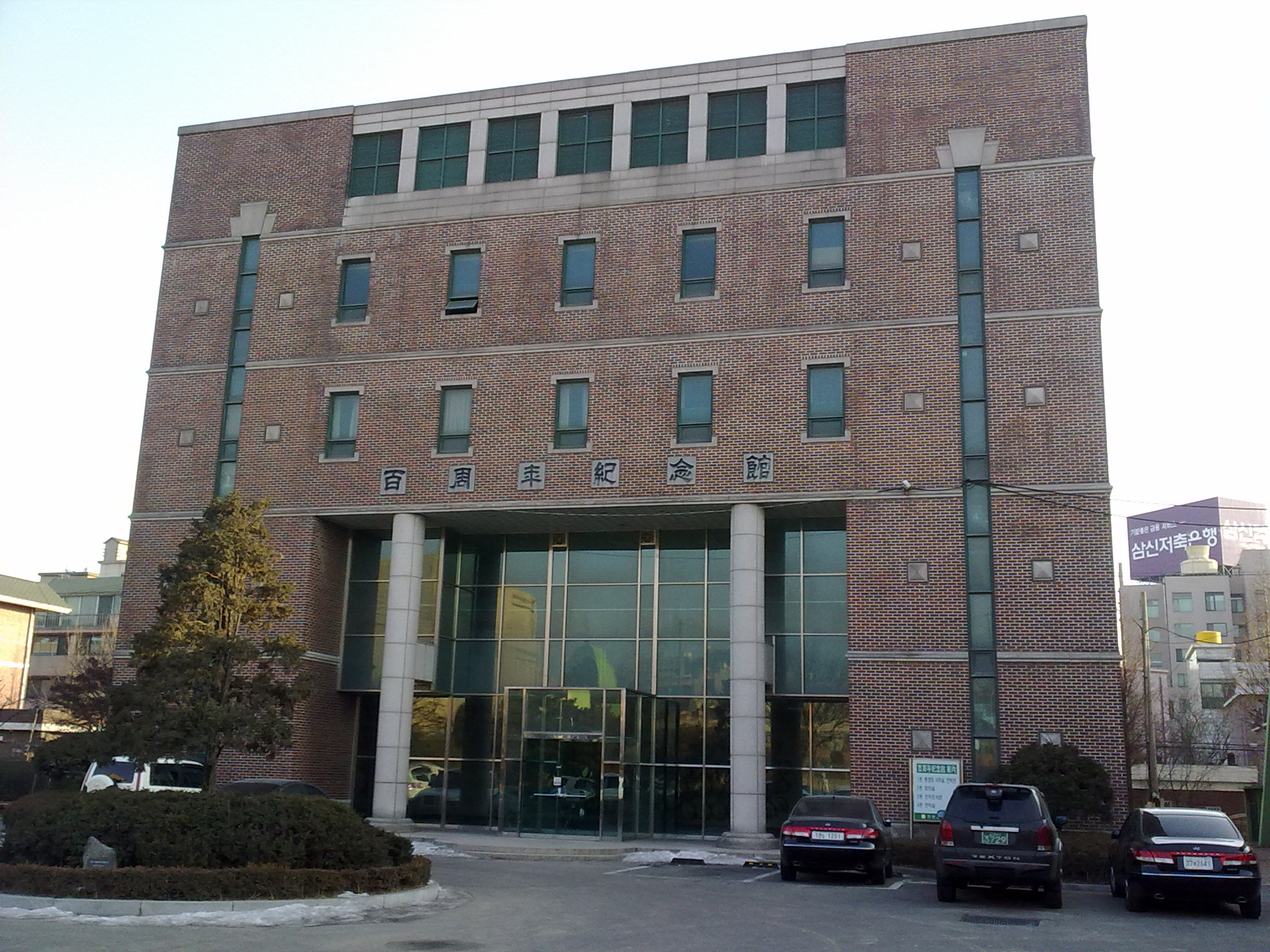
백주년기념관
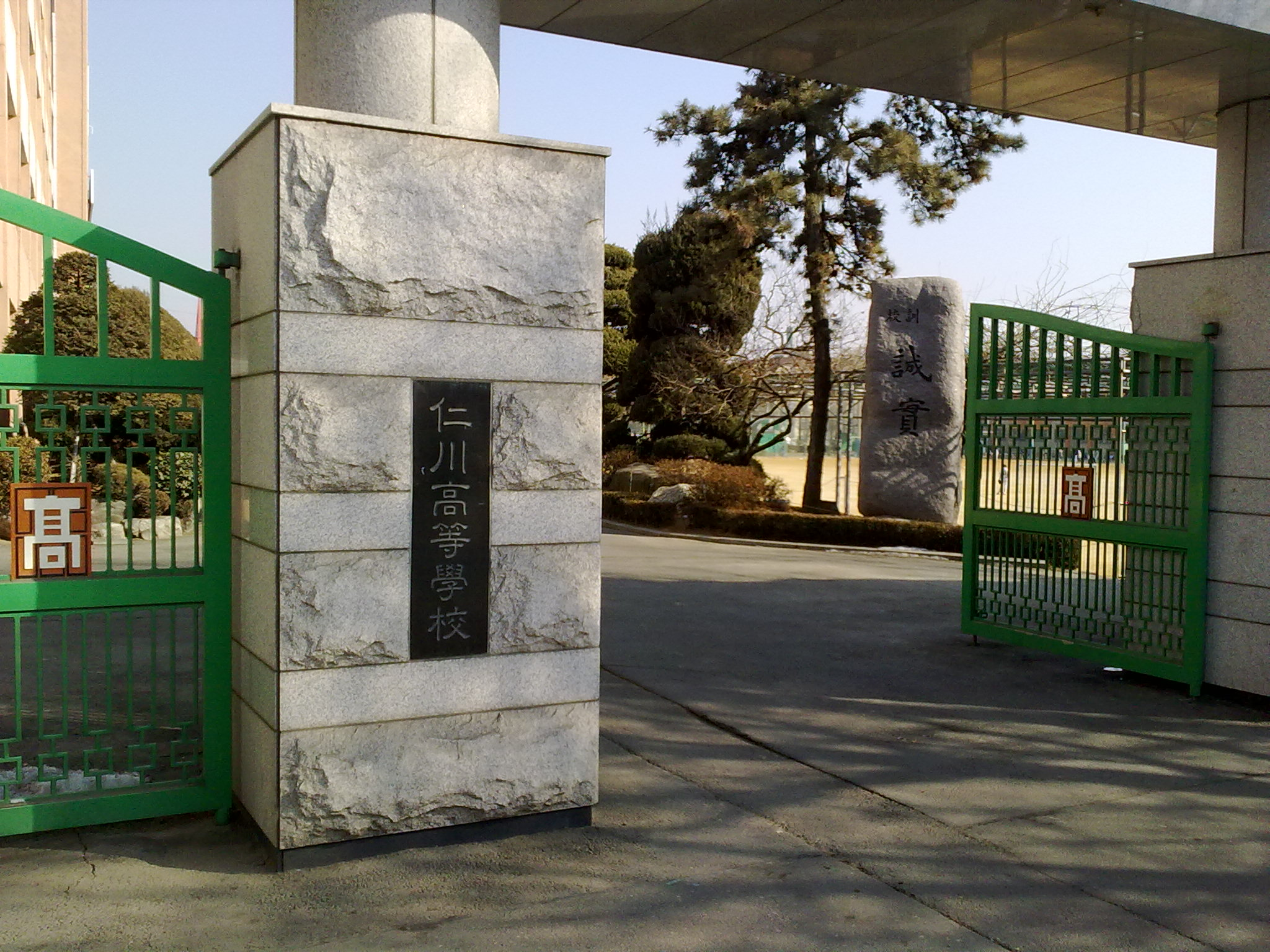
인천고등학교 명판(한자)

## 참고 자료
- 인천고등학교 - 한국교육학술정보원 학교알리미